# Église Saint-Élie de Kiseljak
L'église Saint-Élie est située en Bosnie-Herzégovine, sur le territoire de la ville de Kiseljak et dans la municipalité de Kiseljak. Cette église a été construite au XXe siècle.